# 西洋の冠

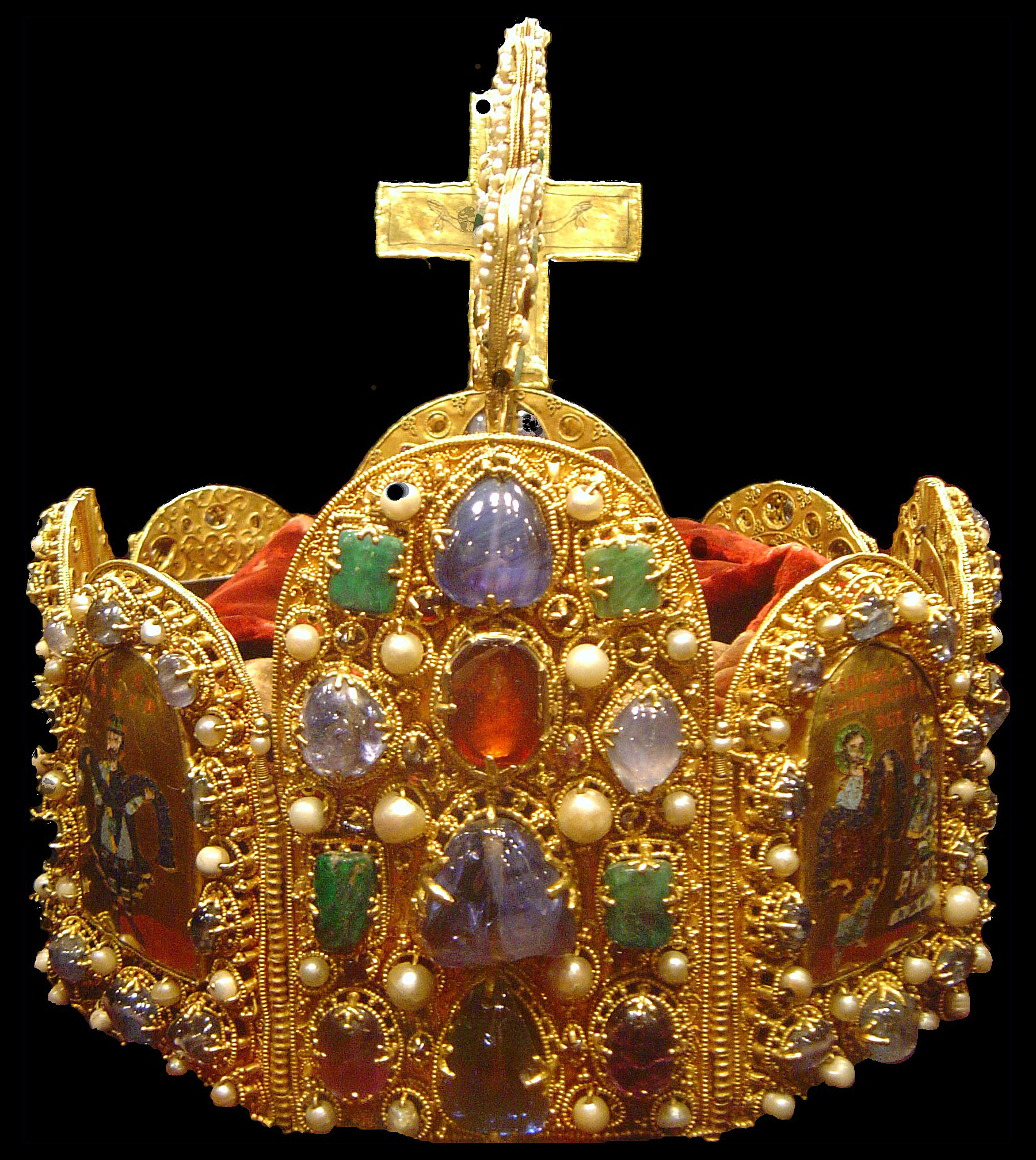
神聖ローマ帝国の皇帝冠

西洋の冠（せいようのかんむり）では、西洋の君主（特に国王）が自らの権威を示すために頭にかぶる冠（英語: crown）について記述する。日本語では一般に王冠と訳され、皇帝の場合には特に帝冠（英語: imperial crown）とも呼ばれる。

## 概説

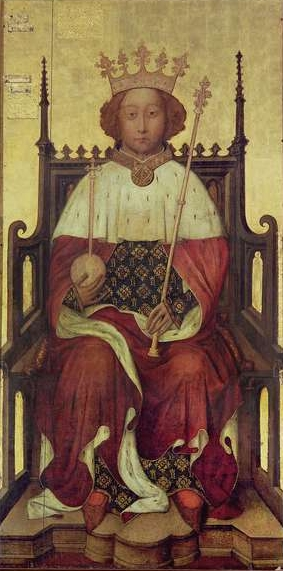
典型的サークレット部のみの王冠、リチャード2世の肖像

権力者が権威の象徴として頭の上に冠をかぶることは、古くから西洋のみならず世界中で行われてきた。古代エジプトではファラオが着けたプスケントがあり、ペルシアや中央アジアの遊牧民でも宝冠や額飾りなどが使用され、新羅では金冠、古代日本でも同様のものが出土している。
ヨーロッパではローマ帝国のコンスタンティヌス大帝がペルシア風のダイアデム（古代エジプトの時代から王権の象徴とされてきたヘッドバンド)を採用し、以降の皇帝に伝えた。
また、放射状（ぎざぎざ）の冠は、太陽の象徴として古代ギリシア・ローマで使用された。世界の七不思議の1つとされるヘリオスの巨像がかぶっていたと言われ、近代では自由の女神像に使用されている。

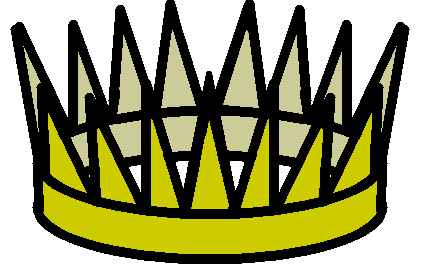
図式化された放射状の王冠

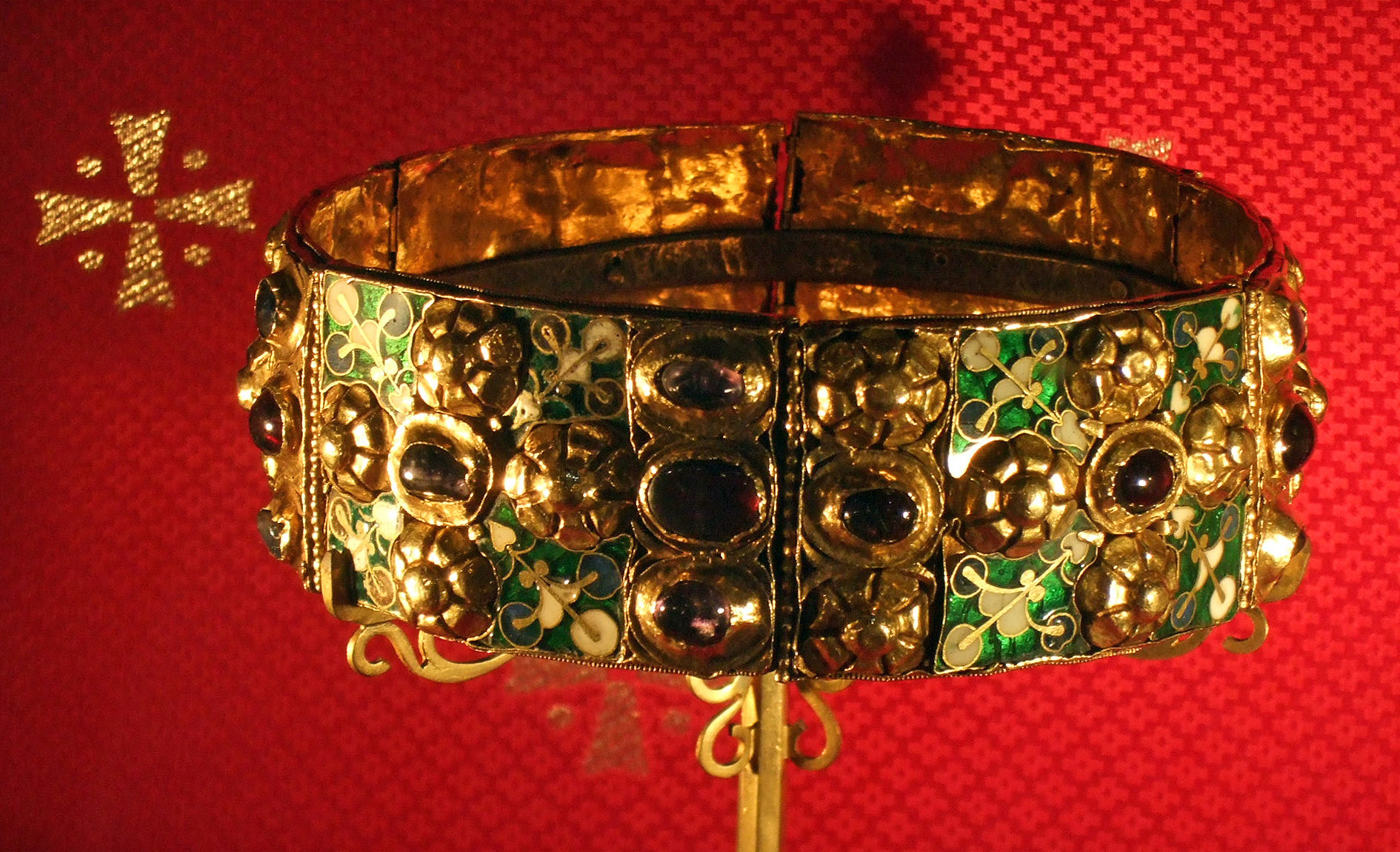
モンツァ大聖堂に保管されているロンバルディアの鉄王冠。裏には聖釘から作られたとされる鉄の輪がついている。

現存するヨーロッパで最も古い王冠の1つにランゴバルド王国の王冠であったロンバルディアの鉄王冠がある。当初はこのように単なる輪や、それに放射状のぎざぎざ（栓の王冠や図式的な王冠のイメージ）や少し複雑な装飾模様を付けたものが多かった。このようなサークレット部のみのものは上級貴族の宝冠（コロネット、後述）としても使用される。

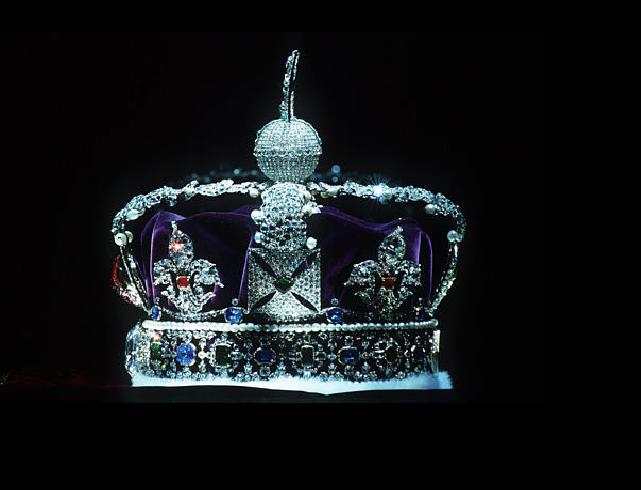
ハーフ・アーチや帽子部が付いた王冠

日本では、一般に西洋の君主が着用する冠は「王冠」とのみ訳されるが、西洋では議会開会式など平時に着用する冠（英語: State crown）と、特に戴冠式にのみ着用する冠「戴冠」とは区別されている。
戴冠式に使用する冠には、ベルベット等の布で作った帽子部とそれを保護するアーチまたはハーフ・アーチがつけられるようになった。ハーフ・アーチはイギリスでは4本、大陸では8本が標準である。戴冠用の王冠は、多くの宝石が取り付けられたため非常に重くなり、重要な儀式の時にしか使用されず、通常の公式行事においてはより軽いコロネット型のものや女性の場合、ティアラ型のものが使用されることが多い。

## 有名な西洋の冠

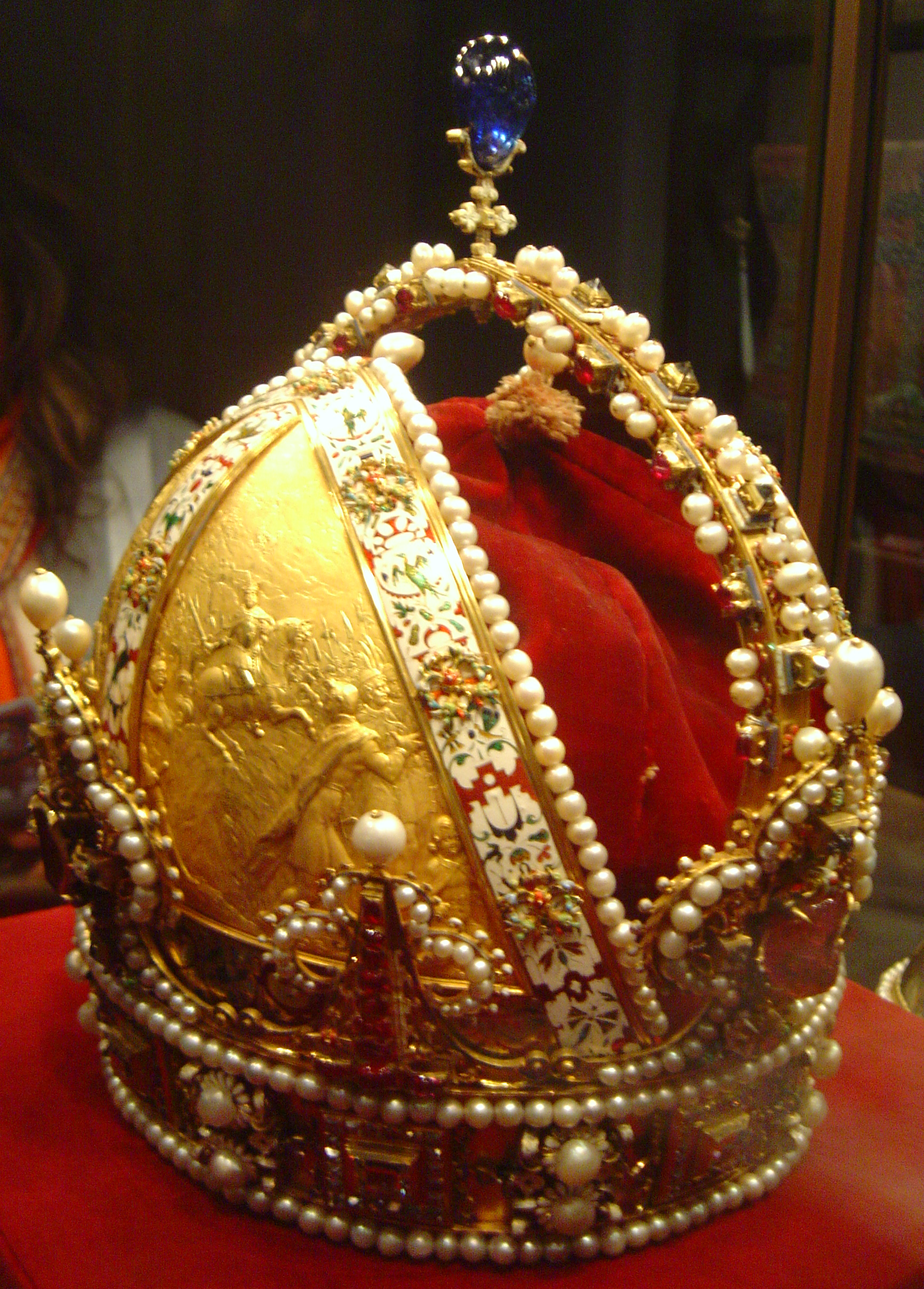
オーストリア帝国の皇帝冠
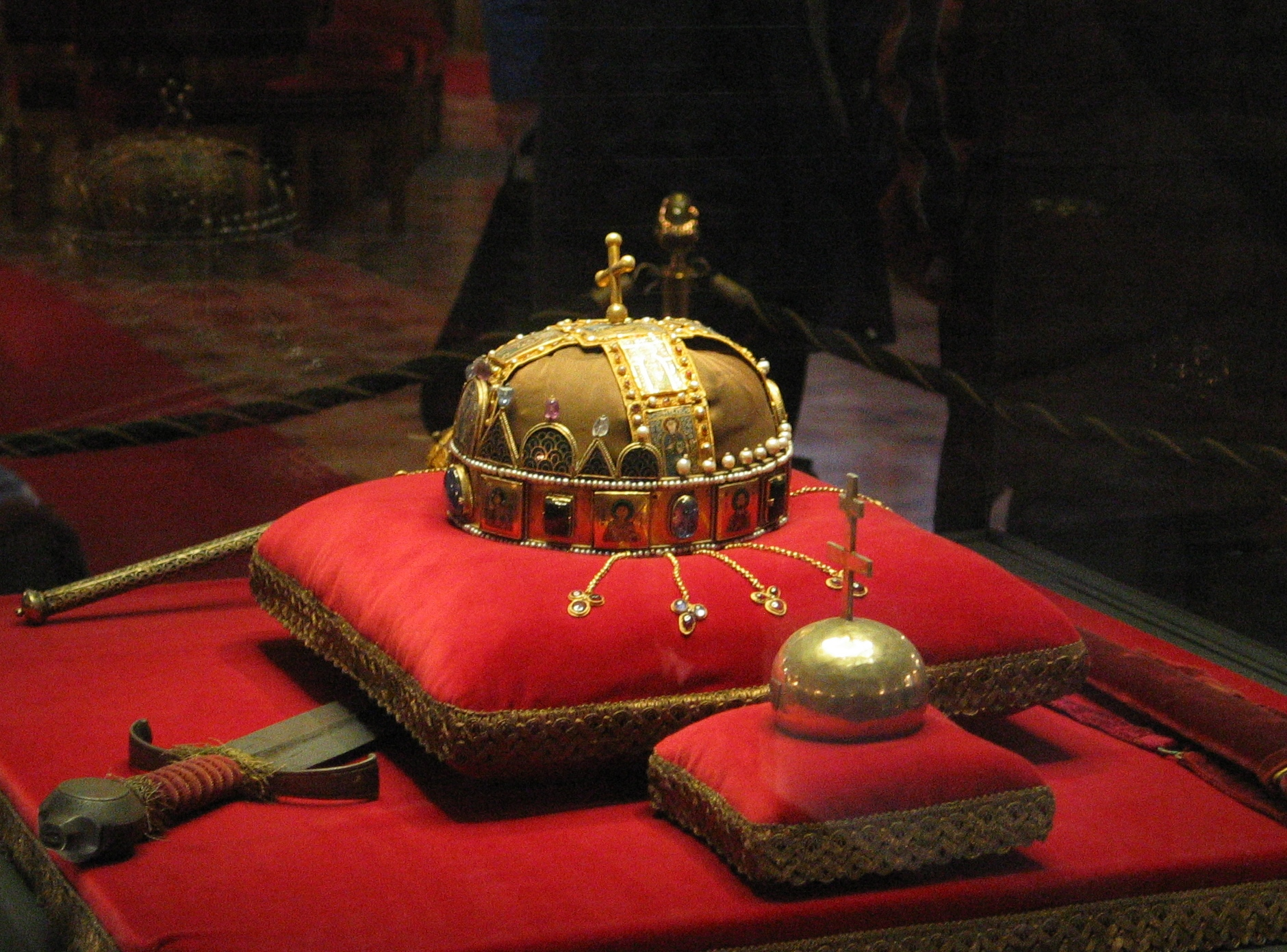
聖イシュトヴァーンの王冠、ハンガリー王国
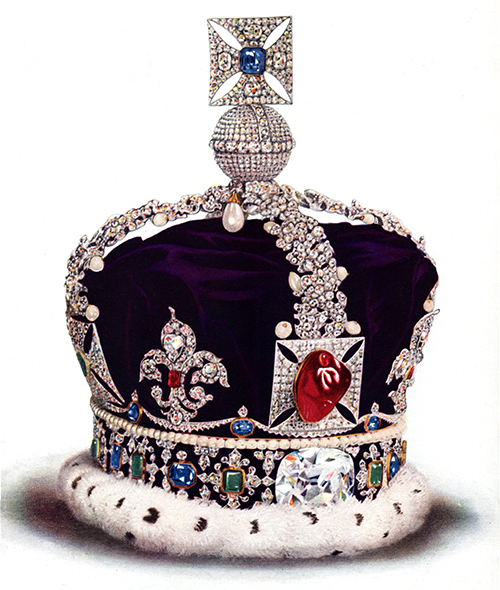
イギリスの大英帝国王冠

## コロネット
コロネット (英語: coronet) は、宝冠などと訳される貴族用の小型の冠である。現在でもイギリスの貴族の正装では爵位ごとにコロネットの形式が規定されており、国王（女王）の戴冠式などの正式な儀式において着用する。また紋章の要素の1つとして盾の上部に配置する。

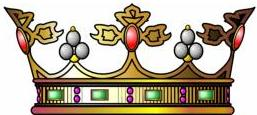
侯爵の宝冠
伯爵の宝冠
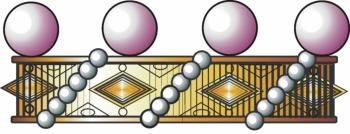
男爵の宝冠